# Urheberrecht (Österreich)
Das österreichische Urheberrecht schützt das geistige Eigentum der Urheber im weiteren Sinn. Als zentrales Gesetz enthält das Urheberrechtsgesetz die erlassenen gesetzlichen Bestimmungen und macht diesen Schutz gerichtlich durchsetzbar.

## Das Urheberrechtsgesetz
Zentrale Rechtsquelle des Urheberrechts ist das Bundesgesetz über das Urheberrecht an Werken der Literatur und der Kunst und über verwandte Schutzrechte (Urheberrechtsgesetz), das ursprünglich 1936 erstellt wurde, und seither zahlreiche Novellen erfahren hat.

### Aufbau des Gesetzes
Das Österreichische Urheberrechtsgesetz besteht aus fünf Hauptstücken:
I. Hauptstück: Urheberrecht an Werken der Literatur und der Kunst. (§§ 1–65)
II. Hauptstück: Verwandte Schutzrechte. (§§ 66–80)
III. Hauptstück: Rechtsdurchsetzung. (§§ 81–93)
IV. Hauptstück: Anwendungsbereich des Gesetzes: (§§ 94–100)
V. Hauptstück: Übergangs- und Schlussbestimmungen: (§§ 101–114)
In seinem Mittelpunkt steht das erste Hauptstück.
Der im Bundesgesetz über das Urheberrecht an Werken der Literatur und der Kunst und über verwandte Schutzrechte (Urheberrechtsgesetz) – inoffiziell abgekürzt UrhG – enthaltene Kurztitel „Urheberrechtsgesetz“ bezieht sich auf das Urheberrecht im weiteren Sinn. Er umfasst sowohl die im ersten Hauptstück behandelten Bestimmungen über das Urheberrecht im engeren Sinn als auch die im zweiten Hauptstück für die verwandten Schutzrechte geltenden Regelungen.
Wie schon ihr Name sagt, sind die verwandten Schutzrechte keine Urheberrechte. Sie stehen jedoch mit diesen in einem engen „verwandtschaftlichen“ Verhältnis, das auch den Aufbau des zweiten Hauptstückes beeinflusst. Er beschränkt sich auf die Sonderheiten und verlinkt im Übrigen seine Bestimmungen mit denen des ersten Hauptstücks. Seine Kenntnis ist dadurch die unabdingbare Voraussetzung zum Verständnis des Gesetzes und zur richtigen Auslegung seiner einzelnen Regelungen.

### I. Hauptstück: Urheberrecht an Werken der Literatur und der Kunst (§§ 1–65)

#### Erklärung zentraler Begriffe (§§ 1–25)
Das Werk (§§ 1–9)
Begriffe:
Werke im Sinne des Urheberrechtsgesetzes „sind eigentümliche geistige Schöpfungen auf den Gebieten der Literatur, der Tonkunst, der bildenden Künste und der Filmkunst.“ (§ 1 Abs. 1) Das sind:
- Werke der Tonkunst (Kompositionen, der Liedtext ist ein literarisches Werk)
- als Werke der Literatur (§ 2)
  - Sprachwerke aller Art einschließlich Computerprogrammen,
  - Bühnenwerke, deren Ausdrucksmittel Gebärden und andere Körperbewegungen sind (choreographische und pantomimische Werke),
  - Werke wissenschaftlicher oder belehrender Art, die in bildlichen Darstellungen in der Fläche oder im Raume bestehen, sofern sie nicht zu den Werken der bildenden Künste zählen.
- als Werke der bildenden Künste (§ 3)
  - üblicherweise Malerei, Zeichnung, Grafik, Bildhauerei, neue Medien etc.
  - explizit auch Werke der Lichtbildkunst (Lichtbildwerke, durch ein fotografisches oder ähnliches Verfahren hergestellte Werke),
  - der Baukunst
  - und der angewandten Kunst (des Kunstgewerbes).
- als Werke der Filmkunst (§ 3) tonlose Laufbildwerke und Laufbildwerke mit Ton.

Schöpfung:
- Bloße Ideen werden durch das Urheberrecht nicht geschützt. Sie können von anderen aufgegriffen, weitergeführt und ausgeführt werden.[3] Geformte Gedanken werden erst geschützt, wenn sie in die Außenwelt treten. Nach dem österreichischen Urheberrechtsgesetz ist es nicht erforderlich, dass sie auf einem materiellen Träger (z. B. Papier) festgelegt werden: Es genügt, wenn sie in einer Weise geäußert werden, in der ein anderer „– zumindest theoretisch – Kenntnis genommen haben kann“.[3] Geschützt werden nur Schöpfungen, die einer der vier aufgezählten Werkkategorien zugehören.[4] Die Schöpfung ist ein Realakt: Ein Werk entsteht dadurch, dass es geschaffen wird. Sie kann darum auch von Unmündigen erfolgen und benötigt keinerlei staatliche Anerkennung.[5]

Eigentümliche geistige Schöpfung:
- Damit einer Schöpfung Werkscharakter zukommt, muss sie die Kreativität, also die geistige Schöpfungskraft eines Menschen zur Grundlage haben.[7] Diese Voraussetzung erfüllt nur „eine individuell eigenartige Leistung, die sich vom Alltäglichen, Landläufigen, üblicherweise Hervorgebrachten abhebt.“[8] Die Schutzvoraussetzungen sind für alle vier Werkskategorien gleich.[9] Für die Wertung kommt der Eigentümlichkeit (Individualität) eine besondere Bedeutung zu.[10] „‚Werke an der unteren Grenze‘ der Schutzwürdigkeit „werden als ‚Kleine Münze’ bezeichnet“.“[11]
  - Auch wenn ein Werk keine Schöpfungshöhe erreicht und damit nicht unter das Urheberrechtsgesetz fällt, kann im gewerblichen Bereich in bestimmten Fällen das Lauterkeitsrecht gegen einfaches Kopieren („Schmarotzen an fremder Leistung“ bzw. „sklavische Nachahmung“) geltend gemacht werden.[12][13]

Schutz von Werkteilen
- Die herrschende Meinung geht davon aus, „dass … jeder Teil nur dann geschützt ist, wenn er als solcher eine ‚eigentümliche geistige Schöpfung‘ ist. Das Urheberrecht wird nur verletzt, wenn die schöpferischen Gestaltungselemente übernommen werden.“[14] „Auch der belanglose Teil kann als solcher geschützt sein, wenn er nur eine ‚eigentümliche geistige Schöpfung‘ ist.“[14] Es kann „vorkommen, das ein Werk aus mehreren Teilen besteht, keinem dieser Teile, wohl aber der Gesamtzusammenstellung Schutz zukommt, so bspw. bei sog. ‚Assemblagen‘ […]“[14]

Freie Werke (§ 7)
- (1) Gesetze, Verordnungen, amtliche Erlässe, Bekanntmachungen und Entscheidungen sowie ausschließlich oder vorwiegend zum amtlichen Gebrauch hergestellte amtliche Werke der im § 2 Z 1 oder 3 bezeichneten Art genießen keinen urheberrechtlichen Schutz.

(2) Vom Bundesamt für Eich- und Vermessungswesen hergestellte oder bearbeitete (§ 5 Abs. 1) und zur Verbreitung (§ 16) bestimmte Landkartenwerke sind keine freien Werke.
Der Urheber (§§ 10–13)
Begriffe
- Urheber eines Werkes ist, wer es geschaffen hat. (§ 10. Abs. 1)]

Vorbemerkung:
- International gibt es keinen einheitlichen Urheberbegriff.[15] Das österreichische Urheberrecht geht vom Schöpfungsprinzip aus.[15] Durch das Schöpfungsprinzip wird „der Anwendungsbereich des Urheberrechts auf das menschliche Schaffen“ eingeschränkt und „gleichzeitig“ der „Anknüpfungspunkt für den originären Rechtserwerb [gebildet].“[16]

Schöpfungsprinzip:
- Weil nur natürliche Personen Werke schaffen können, können auch nur sie Urheberschaft begründen. Die Urheberschaft selbst entsteht unmittelbar und zwangsläufig mit dem Schöpfungsakt.[17] Miturheberschaft ist möglich. (§ 11)

Mit der Urheberschaft verbundene Rechte:
- Gleichzeitig mit der Urheberschaft werden die dem Urheber vorbehaltene Vermögens- und Persönlichkeitsrechte erworben, die eine untrennbare Einheit bilden[18] und im Abschnitt Das Urheberrecht behandelt werden. Einschränkungen dieses Rechtes erfolgen durch die Sondervorschriften für gewerbsmäßig hergestellte Filmwerke, die Sondervorschriften für Computerprogramme, die Sondervorschriften für Datenbankwerke[19] sowie durch die im Abschnitt Beschränkungen der Verwertungsrechte namentlich angeführten Ausnahmeregelungen.

Übertragung des Urheberrechtes:
- Das Urheberrecht kann grundsätzlich nur von Todes wegen übertragen werden.(§ 23) / Die den Urheber betreffenden gesetzlichen Bestimmungen gelten mit wenigen Ausnahmen auch für jene, denen das Urheberrecht übertragen wurde.(§ 10. Abs.1)

Das Urheberrecht (§§ 14–25)
Begriffe
Das Urheberrecht ist die Summe aller ausschließlich dem Urheber zukommenden Rechte.
Zum Begriff Urheberrecht:
- Der Begriff Urheberrecht hat eine zweifache Bedeutung: Einerseits bezeichnet er die Summe aller rechtlichen Bestimmungen, die das geistige Eigentum des Urhebers schützen, und andererseits die dem Urheber auf Grund seines geistigen Eigentums zukommenden Rechte. Die unter dem Wort „Urheberrecht“ zusammengefassten Gesetze regeln und schützen somit die unter dem Begriff Urheberrecht zusammengefassten Eigentumsrechte des Urhebers.
- Das Urheberrecht schützt sowohl die geistigen als auch die finanziellen Interessen des Urhebers.

Ausschließlich dem Urheber zukommende Rechte:
Verwertungsrechte:
Schutz geistiger Interessen: (§ 19–21)
- Die geistigen Interessen des Urhebers werden durch das Urheberpersönlichkeitsrecht gewahrt. Damit wird die untrennbare Verbindung zwischen Urheber und seinem Werk bezeichnet: Das Werk ist ja sein „geistiges Kind“.[20]
- Das Urheberpersönlichkeitsrecht umfasst das Urheberpersönlichkeitsrecht im engeren Sinn und das Urheberpersönlichkeitsrecht im weiteren Sinn. Zum ersteren gehören der Schutz der Urheberschaft (§ 19), das Recht, die Urheberbezeichnung des Werkes festzulegen (§ 20) sowie der Schutz vor unbefugter Veränderung des Werkes (§ 21) und seines Titels. (§ 80)./Das Urheberpersönlichkeitsrecht im weiteren Sinn kann nicht scharf umrissen werden.[21]

In der heute vertretenen monistischen Theorie sind die geistigen und finanziellen Interessen des Urhebers zu einem Recht mit doppelter Funktion verbunden. Diese doppelte Funktion haftet dem gesamten Urheberrecht an, also auch den durch das Urheberpersönlichkeitsrecht erfassten Sachverhalten.
Das Urheberrechtsgesetz enthält die dem Urheber ausschließlich vorbehaltenen Rechte. Das Motiv, warum der Urheber von ihnen Gebrauch macht oder nicht, kann ein geistiges Interesse oder ein finanzielles sein. Beispiele: Ein Künstler kann die Zustimmung zur Verwendung seines Werkes als Hintergrund eines Werbeplakates wegen eines zu geringen Preises verweigern oder weil ihm sein Werk dafür zu schade ist (oder beides). Ein Schriftsteller kann seine Namensnennung unterlassen, weil er anonym bleiben will oder weil er daraus einen finanziellen Nutzen erlangt, etwa als Ghostwriter.
Weitere Schutzbestimmungen (§§ 23–25)
Neben der beschränkten Übertragungsmöglichkeit des Urheberrechts, den Verwertungsrechten und den Persönlichkeitsrechten im engeren Sinn enthält das Urheberrechtsgesetz noch folgende die Interessen des Urhebers betreffende Bestimmungen:
- Regelung der Pflichten des Besitzers eines Werkstückes: (§ 22)
- Regelungen über die Vergabe von Werknutzungsbewilligungen und Werknutzungsrechten: (§ 24)
- Festlegung von Exekutionsbeschränkungen: (§ 25)
- Bestimmungen zum Schutz geistiger Interessen bei freien Werknutzungen (§ 57)
- Bestimmungen zum Titelschutz (§ 80)[20]

##### Verwertungs- und Werknutzungsrechte (§§ 14–18a; §§ 26–32)
1. Unter der Bezeichnung „Verwertungsrechte“ werden im § 14 folgende dem Urheber ausschließlich vorbehaltene Rechte angeführt:
Die Verwertungsrechte: (§ 14. Abs. 1)
- Der Urheber hat das Monopol, durch die Vergabe von Werknutzungsrechten und Werknutzungsbewilligungen anderen Nutzungsrechte einzuräumen. Dadurch hat er es in der Hand, seine geistigen und materiellen Interessen eigenständig wahrzunehmen.
- Die Verwertungsrechte werden im Gesetz abschließend (taxativ) aufgezählt.[23]

Das Bearbeitungs- oder Übersetzungsrecht: 
- Der Urheber einer Übersetzung oder anderen Bearbeitung hat an seiner Arbeit ein selbständiges Urheberrecht. (§ 5. Abs.1) Die Ausübung der ihm deswegen zustehenden Verwertungsrechte ist jedoch nur gestattet, soweit ihm der Urheber des bearbeiteten Werkes das ausschließliche Recht oder die Bewilligung dazu erteilt. Dieser Vorbehalt wird als „Bearbeitungs- oder Übersetzungsrecht“ bezeichnet. (§ 14. Abs. 2)

Die öffentliche Mitteilung des Inhalts: 
- Die öffentliche Mitteilung des Inhaltes eines Werkes der Literatur oder der Filmkunst ist dem Urheber vorbehalten, solange weder das Werk noch dessen wesentlicher Inhalt mit Einwilligung des Urhebers veröffentlicht ist. (§ 14 Abs. 3)

2. Allgemeine Hinweise zu den Verwertungsrechten:
Körperliche und unkörperliche Verwertungsarten:
Ein Werk kann auf einem körperlich greifbaren Material (z. B. Papier, Diskette, Hauswand) festgehalten, für Auge und/oder Ohr wahrnehmbar und von einem Computer abrufbar gemacht werden. Unter Bedachtnahme auf die in den einzelnen Verwertungsrechten zusätzlich enthaltenen Bestimmungen können die Inhalte der Verwertungsrechte wie folgt eingeteilt werden:
- Regelungen, die sich auf die körperliche Verwertung beziehen:

Zu ihnen gehören das Vervielfältigungsrecht / das Verbreitungsrecht / sowie das Vermieten und Verleihen. Das Vervielfältigungsrecht bezieht sich auf die Herstellung körperlicher Vervielfältigungsstücke des Werkes, die anderen drei auf die Nutzung von Werkstücken.
- Regelungen, die sich auf die unkörperliche Wiedergabe beziehen:

Zu ihnen gehören das Senderecht / das Vortrags-, Aufführungs- und Vorführungsrecht / das Zurverfügungstellungsrecht.
- Regelungen, die sich auf einen bloßen Geldanspruch beziehen:

Zu ihnen gehört das Folgerecht. / Die von den Verwertungsgesellschaften geltend zu machenden Vergütungsansprüche, z. B. für das Verleihen von Werkstücken, gehören sachlich zum jeweiligen betroffenen Verwertungsrecht. Siehe zum Folgerecht auch: Richtlinie 2001/84/EG (Folgerechts-Richtlinie).
Selbständige und voneinander unabhängige Rechte
„Die einzelnen dem Urheber gesetzlich garantierten Verwertungsrechte sind selbständige und voneinander unabhängige Rechte.“
Beispiel: Wer ohne Genehmigung ein fremdes Werk von der Website eines anderen auf seine Website zum Abrufen bereitstellt, verstößt gegen das Vervielfältigungsrecht und gegen das dem Urheber vorbehaltene Zurverfügungstellungsrecht.
Werknutzungsbewilligung und Werknutzungsrecht 
Bei der Werknutzungsbewilligung „erlaubt“ der Urheber anderen, eines oder mehrere der ihm vorbehaltenen Verwertungsrechte auszuüben. Seine eigenen Rechte werden dadurch nicht eingeschränkt. Darum ist es auch möglich, verschiedenen Personen und Rechtsträgern die gleiche Werknutzungsbewilligung zu erteilen.
- Beispiel:

A will eine geschützte Melodie als Klingelton verwenden. Der Urheber erlaubt es ihm. Dann kommt B und später C mit demselben Begehren und der Urheber stimmt auch bei ihnen zu. Bei D wird es ihm zu viel und er verweigert seine Zustimmung. A bis C benützen den Klingelton weiterhin zu Recht, D ist eine solche Benützung verboten.
Beim Werknutzungsrecht erhält ein anderer das ausschließliche Recht, eines oder mehrere der dem Urheber vorbehaltenen Verwertungsrechte auszuüben. Dadurch werden auch die Rechte des Urhebers eingeschränkt. Der zur Einräumung bzw. Übertragung abgeschlossene Werknutzungsvertrag ist für alle Vertragsparteien bindend.
- Beispiel:

A will eine geschützte Melodie als Klingelton verwerten. Der Urheber räumt ihm am 15. Februar die dazu benötigten Werknutzungsrechte ein.
a. Wenn nun B und später C mit demselben Begehren an ihn herantreten, muss er sie an A verweisen. Er selbst hat ja die Rechte an A übertragen.
b. Der Urheber der besagten Melodie möchte nach dem 15. Februar diese auf seinem eigenen Handy als Klingelton verwenden. Da er die Rechte an A übertragen hat, muss auch er von A die Genehmigung dazu einholen.
c. Dem Urheber fällt eine bessere Variation der Melodie ein. Da diese eine Bearbeitung der ursprünglichen ist, kann er für die Verwendung der Variation als Klingelton ohne Zustimmung von A keine Werknutzungsbewilligungen oder Werknutzungsrechte vergeben.
d. Bereits am 1. Februar hat der Urheber seinem Neffen N erlaubt, die Melodie als Klingelton zu verwenden. Weil der Vertrag mit A erst am 15. Februar abgeschlossen wurde, kann A dem Neffen N die Verwendung der Melodie als Klingelton nur verbieten, wenn dies im Werknutzungsvertrag vereinbart wurde.
Werknutzungsverträge
Werknutzungsverträge sind Verträge, mit denen Werknutzungsrechte eingeräumt werden. (§ 24/1 iVm § 26) Soweit sich aus dem Urheberrechtsgesetz nichts anderes ergibt, gelten für sie die Bestimmungen des allgemeinen Vertragsrechts.
- Die Einräumung eines Werknutzungsrechtes wirkt auch gegenüber dem Urheber. Soweit das eingeräumte Werknutzungsrecht reicht, erhält er für die Benützung seines Werkes die Rechtsstellung eines Dritten.
- Urheber und Inhaber des Verwertungsrechts haben jeweils das eigenständige Recht, Urheberrechtsverletzungen gerichtlich zu verfolgen.
- Mit dem Erlöschen des Werknutzungsrechtes erlangt das Verwertungsrecht seine frühere Kraft. § 26
- Wenn vertraglich nichts anderes vereinbart wurde, sind vor dem Abschluss des Werknutzungsvertrages erteilte Werknutzungsbewilligungen auch für den Inhaber der Werknutzungsrechte verbindlich.[29]

3. Die einzelnen Verwertungsrechte:
Bearbeitungs- oder Übersetzungsrecht
Öffentliche Mitteilung des Inhalts
Vervielfältigungsrecht (§ 15)
Verbreitungsrecht (§ 16)
Wichtige Begriffe:
- Werkstück: Originalwerk oder körperliche Kopien desselben.[30]

- Feilhalten: Das öffentliche Anbieten von Werkstücken.[31]

- Inverkehrbringen: Jemandem die tatsächliche oder rechtliche Verfügungsmacht über ein Werkstück einräumen, insbesondere durch Verkaufen, Verschenken, Verleihen oder Vermieten.[32]

- Erschöpfungsprinzip: Das Verbreitungsrecht des Urhebers an einem bestimmten Werkstück endet, sobald jemand mit Einwilligung des Berechtigten[33] an ihm Eigentum erworben hat.

Ausnahmen vom Erschöpfungsprinzip: Wenn die Einwilligung nur für ein bestimmtes Gebiet (z. B. USA) erteilt wurde, darf das Werkstück nicht in einem anderen Gebiet (z. B. Japan) verbreitet werden. * Das Verbreitungsrecht erlischt nicht bei Weitergabe eines Werkstückes durch den Urheber, z. B. durch Schenkung, mit der Vereinbarung, dass das Werk in der Privatsphäre des Empfängers bleiben soll.
Einschränkungen des Erschöpfungsprinzips: Das Verbreitungsrecht für Vermieten bleibt aufrecht, das für Verleihen ist an eine Vergütung gebunden, die nur von den Verwertungsgesellschaften eingefordert werden kann. (Details siehe § 16a Vermieten und Verleihen) Bei der Weiterveräußerung von Originalen eines Werkes der Künste kann dem Urheber einen Vergütungsanspruch zustehen. (Details vgl. Folgerecht)
- Europäisches Erschöpfungsprinzip:[35] Der EWR-Raum ist ein einheitliches Gebiet. Das Verbreitungsrecht und das Erschöpfungsprinzip kann nicht auf Teilstaaten oder andere Teilgebiete eingeschränkt werden.

Ausnahmen vom Europäischen Erschöpfungsprinzip: Bei Vorliegen besonderer, rechtfertigender Gründe, wie z. B. bei Datenträger mit Schulversionen für Software.
- Zugehör Vgl. dazu RIS § 294 ABGB.

Vermieten und Verleihen (§ 16a)
Folgerecht (§ 16b)
Senderecht (§ 17ff)
6. Vortrags-, Aufführungs- und Vorführungsrecht (§ 18)
 7. Zurverfügungstellungsrecht (§ 18a)

#### Vorbehalte zugunsten des Urhebers (§§ 33–37)
Auslegung von Urheberrechtsverträgen
Unklare und lückenhaft abgeschlossene Urheberrechtsverträge können nachträgliche Vertragsauslegungen und/oder Vertragsergänzungen erforderlich machen. Die gesetzlichen Grundlagen dafür sind:
- Die im Urheberrechtsgesetz als zwingend vorgesehenen Rechte und Pflichten der Vertragsteile, wie z. B. die des § 34 Urheberrechtsgesetz.
- Die im Urheberrechtsgesetz als abänderbar vorgesehenen Rechte und Pflichten der Vertragsteile, über die im Urheberrechtsvertrag keine Verfügung getroffen wurde, wie z. B. die des § 33/1 Urheberrechtsgesetz.
- Bei Verlagsverträgen die in §§ 1172 und 1173 ABGB[38] enthaltenen Bestimmungen sowie die Regelungen des deutschen Verlagsgesetzes, soweit sie als Verkehrssitte gewertet werden können.[39] Zusätzlich wird auch von manchen die Meinung vertreten, dass auch das Konsumentenschutzgesetz zumindest analog zur Anwendung kommt.[40]
- Die allgemein für die Vertragsauslegung geltenden Bestimmungen des bürgerlichen Rechts.

Vertragsergänzungen werden insbesondere dann erforderlich sein, wenn die Vertragsparteien eine Verwendungsart nicht berücksichtigt hatten, die eine Voraussetzung für die Erfüllung des Vertragszweckes ist.

#### Sondervorschriften (§§ 38–40h)
1. Sondervorschriften für gewerbsmäßig hergestellte Filmwerke
Die hier festgeschriebenen Sondervorschriften gelten ausschließlich für gewerbsmäßig hergestellte Filmwerke.
In der österreichischen Rechtsordnung gelten Tätigkeiten als „gewerbsmäßig“, die selbständig, regelmäßig und in der Absicht betrieben werden, einen Ertrag oder einen sonstigen wirtschaftlichen Vorteil zu erzielen. Dabei ist es unerheblich, welchen Zwecken dieser Ertrag gewidmet ist. Wenn daher ein Filmwerk in der Absicht produziert wird, es wirtschaftlich zu verwerten, unterliegt es den Sondervorschriften für gewerbsmäßig hergestellte Filmwerke.
Wenn auch mit gewissen Vorbehalten kann man darum davon ausgehen, dass insbesondere Filmwerke, die in Ausübung des für Filmproduktionen zuständigen Gewerbes entstehen, gewerbsmäßig hergestellte Filmwerke sind.
- Das Urheberrechtsgesetz hat andere Zielsetzungen als die Gewerbeordnung. Es bezieht sich auf des Schutz des geistigen Eigentums des Urhebers und seine ideellen und wirtschaftlichen Interessen. Das Gewerberecht regelt die Angelegenheiten des Gewerbes. Darum sind Pauschalaussagen nicht gerechtfertigt. Ein gutes Beispiel dafür bietet der letzte Satz von § 1/6 Gewerbeordnung 1994. Dort werden Tätigkeiten von Vereinen auf Grund einer gesetzlichen Vermutung, die allerdings widerlegbar ist, als gewerbliche Aktivitäten eingestuft.

- Details zu § 1 Gewerbeordnung 1994.

Nicht alle Filmproduktionen, die auf Grund des Urheberrechtsgesetzes als gewerbsmäßig hergestellte Filmwerke gelten, unterliegen jedoch dem Gewerberecht. So hat der Oberste Gerichtshof die Filmproduktionen des ORF als gewerbsmäßig hergestellte Filmwerke eingestuft, obwohl dieser kein Gewerbebetrieb im Sinne der Gewerbeordnung ist.
Der wesentliche Inhalt der Sondervorschriften für gewerbsmäßig hergestellte Filmwerke ist die sogenannte cessio legis. Filmproduktionen können sehr teure und komplexe Industrieerzeugnisse sein, an deren Entstehen eine Vielzahl von Personen beteiligt ist. Aus Gründen der Einheitlichkeit und der Rechtssicherheit werden die Verwertungsrechte aller Inhaber von Urheber- und Leistungsschutzrechten im Augenblick ihres Entstehens kraft Gesetz an den Produzenten übertragen, der in der Folge für den internen Ausgleich der finanziellen Ansprüche zu sorgen hat.
2. Sondervorschriften für Computerprogramme
Die Frage, wie Computerprogramme geschützt werden sollen, war lange Zeit umstritten. Als Varianten boten sich das Patentrecht, das Wettbewerbsrecht und die Schaffung eines eigenen Schutzsystems an. In das österreichische Urheberrechtsgesetz wurden sie mit der Urheberrechtsgesetznovelle 1994 als Sprachwerke in § 2 Z. 1 aufgenommen.
Die Einordnung des Schutzes von Computerprogrammen hat sich aus praktischen Gründen international durchgesetzt, von den Zielsetzungen und Anliegen des Urheberrechtsgesetzes aus gesehen ist sie jedoch nicht unproblematisch. Der Abschnitt Sondervorschriften für Computerprogramme stellt darum für die in ihm enthaltenen Bestimmungen eine sondergesetzliche Regelung dar. In ihm nicht geregelte Angelegenheiten unterliegen den sonstigen Regelungen des Urheberrechtsgesetzes.
- Vorteile der Behandlung von Computerprogrammen als urheberrechtlich geschützte Sprachwerke:[50]

Auf Grund des Schöpfungsprinzips entsteht der Schutz mit der Schaffung des Werkes und bedarf keiner weiteren Formalitäten.
Für das Urheberrecht bestehen bereits weltweite völkerrechtliche Vereinbarungen, die somit auch auf den Schutz von Computerprogrammen anwendbar sind.
- Nachteile der Behandlung von Computerprogrammen als urheberrechtlich geschützte Sprachwerke:[51]

Die Einordnung von Computerprogrammen in das Urheberrecht ist nicht stimmig, weil ihnen der Bezug zur Kunst fehlt.
Der maschinenlesbare Object Code kann von den Sinnen des Menschen nicht wahrgenommen werden.
Der durch das Urheberrecht gewährte Schutz geht über das Maß des Notwendigen hinaus, was insbesondere bei den für das Urheberrecht geltenden langen Schutzfristen auffällt.
3. Sondervorschriften für Datenbanken
Datenbanken „sind Sammlungen von Werken, Daten oder anderen unabhängigen Elementen, die systematisch oder methodisch angeordnet und einzeln mit elektronischen Mitteln oder auf andere Weise zugänglich sind.“
- Datenbankwerke sind Datenbanken, die Sammelwerke im Sinne von § 6 Urheberrechtsgesetz sind.

- Für Datenbanken, die keine Datenbankwerke sind, gelten die Bestimmungen für Geschützte Datenbanken.

- Für Datenbankwerke, die auch den Anforderungen von geschützten Datenbanken entsprechen, besteht ein doppelter Schutz. Sie unterliegen sowohl den Bestimmungen für Datenbankwerke als auch denen für Geschützte Datenbanken.[54]

#### Beschränkungen der Verwertungsrechte (§§ 41–59c)
1. Allgemeiner Hinweis:
Die Verwertungsrechte und die im Hauptstück Verwandte Schutzrechte genannten Schutzrechte stellen die finanziellen Interessen der Urheber bzw. Hersteller sicher. Insoweit sind sie Bestandteil ihres Vermögens und damit ihres Eigentums. Die Unverletzbarkeit des Eigentums gehört zu den in der Österreichischen Bundesverfassung verankerten Grundrechten und kann nur durch ein Gesetz beschränkt werden.
2. Freie Werknutzungen:
Als Bestandteil des Urheberrechtsgesetzes gehören die folgende in ihm enthaltenen Beschränkungen für Verwertungs- und Schutzrechte zu den durch ein Gesetz festgelegten Beschränkungen des Eigentumsrechtes:
- Die in den §§ 41 bis 59c behandelten Beschränkungen, das sind

Die in den §§ 41 bis 57 enthaltenen Bestimmungen über die freien Werknutzungen, zum Beispiel das Schul- und Universitätsprivileg, gemäß dem Fotokopien in erforderlicher Anzahl für Zwecke des Unterrichts hergestellt werden dürfen sowie
die in den §§ 58 bis 59c angeführten Beschränkungen,
soweit sie nicht durch besondere Vorschriften berührt werden. (Vgl. z. B. Computerprogramme § 40d).
- Die in den Sondervorschriften für gewerbsmäßig hergestellte Filmwerke, Sondervorschriften für Computerprogramme und Sondervorschriften für Datenbankwerke angeführten Beschränkungen.

- Die im Hauptstück Verwandte Schutzrechte angeführten Beschränkungen (wie z. B. die in § 69 genannten), mit Ausnahme des Brief- und Bildnisschutzes, der sich auf den allgemeinen Persönlichkeitsschutz (MRK/8 stützt).[55]

3. Übersichtstabelle:
Weil die Bestimmungen über die freie Werknutzung im Urheberrechtsgesetz nicht übersichtlich geregelt sind und die einzelnen zu Gunsten der Allgemeinheit erteilten Werknutzungsrechte und Werknutzungsbewilligungen im Gesetz taxativ, also abschließend, angeführt werden, wurde als unverbindliche Orientierungshilfe eine
erstellt.
4. Jüngere Rechtsprechung:
Seit dem 12. Juni 2001 geht der Oberste Gerichtshof vom Bestehen freier Werknutzungsrechte aus, die nicht im Urheberrechtsgesetz festgeschrieben sind. Voraussetzung ist, dass das Grundrecht der Unverletzbarkeit des Eigentums mit einem anderen Grundrecht kollidiert und deswegen eine Interessensabwägung erforderlich ist. Konkret geht es in den bisher gefällten Entscheidungen um die Kollision mit dem Grundrecht der Meinungsäußerungsfreiheit. In der Lehre gibt es gegen diesen vom OGH als „jüngere Rechtsprechung“ bezeichnete Judikatur kritische Stimmen, weil der Gesetzgeber und nicht die Gerichte zu einer solchen Abwägung berufen ist. Diese hätten nur die Möglichkeit, die bestehenden gesetzlichen Bestimmungen durch den Verfassungsgerichtshof überprüfen zu lassen.

#### Dauer des Urheberrechtes (§§ 60–65)
- Für Werke der Literatur, der Tonkunst und der bildenden Künste von bekannten Urhebern (Kennzeichnung nach § 12) gilt die Regelschutzfrist von 70 Jahren nach dem Tode des Urhebers (ohne das Todesjahr selbst). Bei mehreren Urhebern endet es 70 Jahre nach Tod des letzten Miturhebers.
  - Für Filmwerke gelten als Miturheber in diesem Sinne der Hauptregisseur, sowie die Urheber von Drehbuch, Dialogen und Original-Filmmusik. (§ 62)
  - Folgerechte für die Weiterveräußerung von Originalwerken der bildenden Kunst nach § 16b enden jedoch direkt mit dem jeweiligen Tod.
- Für Werke, deren Urheber nicht bekannt ist, endet das Urheberrecht 70 Jahre nach der Schaffung. Wurde das Werk innerhalb dieser 70 Jahre veröffentlicht, endet das Urheberrecht 70 Jahre nach der Veröffentlichung (also maximal 140 Jahre). Als Berechtigter gilt der Herausgeber oder wenn dieser nicht angegeben ist, der Verleger.
  - Innerhalb der Frist kann der wahre Name des Urhebers durch ihn oder seine Erben offenbart werden. Dann ist die Schutzfrist wie bei einem bekannten Urheber zu berechnen. Ebenso ist die Schutzfrist wie bei einem bekannten Urheber zu berechnen, wenn das vom Urheber angenommene Pseudonym keinen Zweifel an seiner Identität lässt. (§ 61)

Das körperliche Eigentum ist unbegrenzt: Ein Haus, ein Bild oder ein anderer Gegenstand kann von Generation zu Generation weitervererbt werden. Das geistige Eigentum des Urhebers ist hingegen zeitlich begrenzt. Nach Ablauf der Frist stehen dem Urheber bzw. seinen Rechtsnachfolgern keine Verwertungsrechte und Persönlichkeitsrechte mehr zu.

### II. Hauptstück: Verwandte Schutzrechte (§§ 66–80)
1. Allgemeine Hinweise
Das geltende österreichische Urheberrechtsgesetz war das erste, das zwischen Urheberrecht und verwandten Schutzrechten unterschied. Dadurch löste es eine Problematik, die durch die technische Entwicklung der Schallplatten, Filme und Rundfunksendungen entstanden war. Wer bis dahin an Vorträgen und Aufführungen von Werken teilnehmen wollte, musste bei der Veranstaltung persönlich anwesend sein. Nunmehr war es möglich, diese auch unabhängig von Ort und Zeit der ursprünglichen Darbietung zugänglich zu machen. Dabei lief der Interpret Gefahr, dass dadurch andere an seiner Leistung profitierten, er selbst jedoch leer ausging.
Um die Rechte der Interpreten zu sichern, begann zuerst Deutschland und dann auch Österreich, dem Interpreten eines Werkes ein Bearbeitungsrecht zuzuerkennen. Seine individuelle Leistung beim Vortrag und bei der Aufführung wurde als Bearbeitung des Werkes und der Interpret als Urheber dieser Bearbeitung angesehen. So standen seine Leistungen unter Urheberrechtsschutz. Diese Argumentation wurde international nicht anerkannt, obwohl man sich sehr wohl bewusst war, dass nationale Schutzvorschriften zu Gunsten des Interpreten notwendig wären.
Das österreichische Urheberrechtsgesetz trug dieser Entwicklung Rechnung. Es gewährte einerseits den Interpreten und anderseits den Herstellern von Lichtbildern, Schallträgern und Rundfunksendungen zwar kein volles, aber ein jeweils auf ihre Bedürfnisse zugeschnittenes Urheberrecht.
2. Die im österreichischen Urheberrechtsgesetz behandelten Verwandten Schutzrechte
Wie bereits aus dem Wortlaut des Gesetzestitel hervorgeht, gibt es ein Urheberrecht und mehrere in sich geschlossene verwandte Schutzrechte. Jedes einzelne von diesen ist für sich betrachtet eine auf die besonderen Bedürfnisse abgestellte „Variation“ des im ersten Hauptstück geregelten Urheberrechts. Der Inhalt des zweiten Hauptstücks besteht somit aus einer „Sammlung“ von teilweise sehr unterschiedlichen Schutzbestimmungen.
3. Verweistechnik
Um festzulegen, welche Bestimmungen des ersten Hauptstückes auf ein bestimmtes verwandtes Schutzrecht anzuwenden sind, bedient sich das Gesetz einer Verweistechnik.
4. Rom Abkommen
Die Vorträge und Aufführungen von Werken der Literatur und der Tonkunst, die Hersteller von Tonträgern und die Sendeunternehmen sind auf Grund des Rom Abkommens in achtundachtzig Signatarstaaten durch die einzelnen nationalen Urheberrechtsgesetze geschützt. Alle im Rom Abkommen nicht erwähnten Verwandten Schutzrechte sind Gegenstand der nationalen Gesetzgebung.

#### Schutz der Vorträge und Aufführungen von Werken der Literatur und Tonkunst (§§ 66–72)
Vom Leistungsschutz erfasst werden Vorträge und Aufführungen von Werken, auch wenn deren Schutzdauer bereits abgelaufen ist oder sie freie Werke im Sinne von § 7 Urheberrechtsgesetz sind.
- Das Leistungsschutzrecht für Vorträge und Aufführung von Werken der Literatur und der Tonkunst wird im Gesetz direkt genannt.
- Das Leistungsschutzrecht für Vorträge und Aufführungen von Werken der bildenden Künste (z. B. Aktionskunst) ergibt sich einerseits aus der Auslegung des Rom Abkommens[67] und anderseits daraus, dass das Gesetz offenkundig keine abschließende Regelung enthält.[70]
- Inhaber der Schutzrechte sind die ausübenden Künstler und die Veranstalter.[71]

- Beispiel zur Erläuterung:

A trägt ein Gedicht von B öffentlich vor. Er darf es nur mit der Bewilligung von B, da dieser der Urheber ist.
Der Vortrag an sich steht weder unter Urheberrechtsschutz noch unter einem Leistungsschutz. Das bedeutet, dass die Ausdrucksform des Vortragenden nicht geschützt ist. Vom Leistungsschutz erfasst sind lediglich die
- 1. Verwertung auf Bild- oder Schallträgern (§§ 66–69)
- 2. Verwertung im Rundfunk (§ 70)
- 3. Verwertung zur öffentlichen Wiedergabe (§ 71)
- 4. Verwertung zur öffentlichen Zurverfügungstellung (§ 71a)
- 5. Gemeinsame Vorschriften (§ 72)

#### Schutz von Lichtbildern, Schallträgern, Rundfunksendungen und nachgelassenen Werken (§§ 73–76b)
1. Schutz von Lichtbildern
- Der Schutz von Lichtbildern fällt nicht unter das Rom Abkommen.[67] Über sein Bestehen entscheidet der nationale Gesetzgeber.
- Der Schutz ist ein „echtes“ Leistungsschutzrecht.[74]
- Dieses Schutzrecht besteht parallel zu den allenfalls bestehenden Urheberrechten.[75]
- Auf Grund der nunmehr in Österreich bestehenden niedrigen Anforderungen an die Werkhöhe ist davon auszugehen, dass auch Alltagsbilder Urheberrechtsschutz genießen. Der reine Leistungsschutz reduziert sich dadurch auf solche Produkte, die durch Voreinstellungen determiniert werden und an denen somit der Bezug zum Schaffenden des konkreten Bildes nicht gegeben ist,[76] also in der Regel nur auf „Automatenaufnahmen, computergesteuerte Lichtbilder und Satellitenfotos“.[77]
- Damit in Frage gestellt ist auch aus dogmatischen Gründen die bei gewerblich hergestellten Lichtbildern gesetzlich vorgesehene Übertragung der Leistungsschutzrechte an den Unternehmer.[78] Auf jeden Fall scheint es empfehlenswert zu sein, entsprechende vertragliche Abmachungen über die Verwertungsrechte zu treffen.[79]
- Für Lichtbilder von Personen bestehen Sondervorschriften, durch die der Besteller, der Abgebildete und die in § 75 UrhG genannten nahen Verwandten begünstigt werden.[80]
- Die bloße Herstellung von unveränderten Kopien von Lichtbildern oder von unveränderten Kopien mit einem „fotografischen Druckverfahren“ begründet kein eigenständiges Leistungsschutzrecht.[81]
- Laufbilder unterliegen gemäß § 73 Abs. 2 Urheberrechtsgesetz den Bestimmungen für Lichtbilder.
- Die Schutzdauer beträgt bei veröffentlichten Lichtbildern 50 Jahre nach der Veröffentlichung und, falls das Lichtbild innerhalb dieser Frist nicht veröffentlicht wurde, 50 Jahre nach der Aufnahme. Insgesamt kann die Schutzdauer somit 100 Jahre betragen (Wenn es etwa im 50. Jahr nach der Aufnahme veröffentlicht wird).
- Bei der Berechnung der Schutzfristen … ist das Kalenderjahr, in dem die für den Beginn der Frist maßgebende Tatsache eingetreten ist, nicht mitzuzählen (§ 64).[82]

2. Schutz von Schallträgern
- Der Schutz von Schallträgern fällt unter das Rom Abkommen[67]
- Das Schutzrecht ist ein „echtes“ Leistungsschutzrecht.[74]
- Dieses Schutzrecht besteht parallel zu den allenfalls bestehenden Urheberrechten.[83]
- Die Schutzdauer beträgt bei erschienenen oder gemäß § 18a zur öffentlichen Wiedergabe „zuverfügunggestellten“ (§ 18a) Schallträgern 50 Jahre nach dem Erscheinen und, falls der Schallträger innerhalb dieser Frist nicht erschienen ist, 50 Jahre nach der Aufnahme. Insgesamt kann die Schutzdauer somit 100 Jahre betragen (Wenn es etwa im 50. Jahr nach der Aufnahme erscheint).
- Bei der Berechnung der Schutzfristen … ist das Kalenderjahr, in dem die für den Beginn der Frist maßgebende Tatsache eingetreten ist, nicht mitzuzählen (§ 64).[84]

3. Schutz von Rundfunksendungen
- Der Schutz von Rundfunksendungen fällt unter das Rom Abkommen[67]
- Das Schutzrecht ist ein „echtes“ Leistungsschutzrecht.[74]
- Dieses Schutzrecht besteht parallel zu den allenfalls bestehenden Urheberrechten.[85]
- Die Schutzdauer beträgt 50 Jahre nach der Erstsendung.
- Bei der Berechnung der Schutzfristen … ist das Kalenderjahr, in dem die für den Beginn der Frist maßgebende Tatsache eingetreten ist, nicht mitzuzählen (§ 64).[86]

4. Schutz von nachgelassenen Werken
- Der Schutz von nachgelassenen Werken fällt nicht unter das Rom Abkommen.[67]

Der Schutz dieser Werke wurde auf Grund der Schutzdauerrichtlinie mit der Urheberrechtsnovelle 1966 in das österreichische Urheberrechtsgesetz aufgenommen.
- Das Schutzrecht ist ein echtes Leistungsschutzrecht.[74]
- Schutzgrund ist der für die Veröffentlichung notwendige Aufwand.[89]
- Erlaubt ist die Veröffentlichung, wenn sie nicht gegen gesetzliche Normen verstößt, wie z. B. Diebstahl des Manuskriptes oder vertragswidriges Verhalten des Inhabers.[90]

- Abweichend von der vergleichbaren Bestimmung des deutschen Urheberrechtsgesetzes erlischt das Nachfolgerecht nach dem österreichischen Urheberrechtsgesetzes fünfundzwanzig Jahre nach der Veröffentlichung und nicht fünfundzwanzig Jahre nach dem Erscheinen des Werkes.
- Bei der Berechnung der Schutzfristen … ist das Kalenderjahr, in dem die für den Beginn der Frist maßgebende Tatsache eingetreten ist, nicht mitzuzählen (§ 64).[91]

#### Geschützte Datenbanken (§§ 76c–76e)
Geschützte Datenbanken sind solche, „für deren Beschaffung, Überprüfung oder Darstellung ihres Inhalts eine nach Art oder Umfang wesentliche Investition erforderlich“ waren.
- Der Schutz von Datenbanken fällt nicht unter das Rom Abkommen.[67]
- Der Begriff „wesentliche Investitionen“ ist ein unbestimmter Gesetzesbegriff, der der Auslegung durch Lehre und Judikatur bedarf. Zu hohe Anforderungen dürfen jedoch nicht gestellt werden. Ein mögliches Beurteilungskriterium wird wohl die Frage sein, wie weit sich die Investitionen vom „Alltäglichen“ unterscheiden.[93]
- Bei der Beurteilung der getätigten Investitionen sind sowohl qualitative als auch quantitative Gesichtspunkte zu berücksichtigen. Weil man davon ausgehen kann, dass die quantitativen von den qualitativen abhängig sind, werden in den allermeisten Fällen bereits die quantitativen ein hinreichendes Beurteilungskriterium darstellen.[94]
- Auch der für die Herstellung der Datenbank benötigte Zeit-, Arbeits- und Energieaufwand zählen zu den Investitionen. Dadurch können auch hobbymäßig erstellte Datenbanken unter die Schutzbestimmungen fallen.[95]

Der für die Geschützten Datenbanken verwendete Ausdruck sui-generis-Schutz stammt aus der Datenbankrichtlinie, mit deren Umsetzung die Bestimmungen für Datenbankwerke und Geschützte Datenbanken in das österreichische Urheberrechtsgesetz eingeführt wurden.

#### Brief- und Bildnisschutz (§§ 77–78)
1. Briefschutz (§ 77)
2. Bildnisschutz (§ 78):
siehe dazu Recht am eigenen Bild

#### Nachrichten und Titelschutz (§§ 79–80)
1. Nachrichtenschutz (§ 79)
2. Titelschutz (§ 80)